# 海部村
海部村（かいべむら）は、京都府熊野郡にあった村。現在の京丹後市久美浜町の中部、川上谷川の下流域にあたる。

## 地理
- 河川：川上谷川

## 歴史
- 1889年（明治22年）4月1日 - 町村制の施行により、橋爪村・海士村・油池村・坂井村・友重村・品田村・新谷村・芦原村・島村・谷村の区域をもって発足。
- 1955年（昭和30年）1月1日 - 久美浜町・川上村・田村・神野村・湊村と合併し、改めて久美浜町が発足。同日海部村廃止。